# Isabelle Druetová
Isabelle Druetová, nepřechýleně Isabelle Druet (* 19. září 1979 Niort) je francouzská koloraturní mezzosopranistka.

## Život

### Odborná studia a divadelní začátky
Isabelle Druetová zkoušela možnosti svého hlasu nejprve v tradičních a soudobých žánrech. Začínala jako komediální herečka v divadelní společnosti La Carotte, založené v Besançonu v roce 2000, v jejíchž představeních se mísilo divadlo, hudba, tanec a pantomima. Vystudovala operní obor na Conservatoire national supérieur de musique et de danse de Paris (Národní konzervatoř hudby a tance v Paříži), kde absolvovala mistrovské kurzy s René Jacobsem a Agnès Mellonovou. Při absolutoriu v roce 2007 získala jednohlasným rozhodnutím poroty první cenu za zpěv ve třídě Isabelle Guillaudové. Ve stejném roce získala i další prestižní ocenění „Pěvecký talent roku“ v oblasti vážné hudby, udělené francouzskou společností ADAMI (Société civile pour l'administration des droits des artistes et musiciens interprètes).

### Hudební kariéra
Isabelle Druetová se kromě operního repertoáru, koncertních a recitálových vystoupení na předních francouzských i evropských scénách, věnuje též alternativním hudebním a divadelním projektům (zájezdové recitály tradiční hudby, pouliční operní představení ap.) Často spolupracuje se soubory barokní hudby Le Poème Harmonique, Les Arts Florissants, Les Ombres aj. Svojí účastí se podílí též na vzdělávacím projektu Hudební lekce v Théâtre du Châtelet v Paříži a na rozhlasovém pořadu Cabaret classique vysílaném na stanici France Musique.

## Dílo

### Významné operní role (výběr)
- 2007 titulní role La Périchole ve stejnojmenném díle autora Jacquese Offenbacha, Pau
- 2008 role: Mélisse, Charité, opera: Cadmus et Hermione, autor: Jean-Baptiste Lully, Théâtre national de l'Opéra-Comique
- 2008 role: la Sagesse (Moudrost), Sidonie, Mélisse, opera: Armida (Lully), Théâtre des Champs-Élysées
- 2010 role: Arcabonne, opera: Amadis (Lully),Opéra d'Avignon, Opéra de Massy
- 2011 role: páže královny Herodias, opera: Salome, autor: Richard Strauss, Opéra Bastille
- 2011 titulní role v opeře Carmen, autor: Georges Bizet, Opéra-théâtre Mety, Opéra national de Lorraine v Nancy, Deutsche Oper am Rhein Düsseldorf
- 2011 role: Dido, opera: Dido a Aeneas, autor: Henry Purcell, Opéra Royal de Versailles, Versailles[2]
- 2011–2012 role: Princ Orlofsky, opereta: Netopýr, autor: Johann Strauss mladší, Opéra national du Rhin, Strasbourg
- 2012 role: Isabella, opera: Italka v Alžíru, autor: Gioacchino Rossini, Opéra-théâtre Mety
- 2013 role: Orfeus, opera: Orfeus a Eurydika, autor: Christoph Willibald Gluck, úprava: Hector Berlioz, Opéra de Limoges
- 2013 role: Concepción, opera: Španělská hodinka, autor: Maurice Ravel, Auditorium a Salle Pleyel, Paříž

### Významná výstoupení
- 2008 koncertní vystoupení se souborem barokní hudby Les Arts Florissants, dirigent: William Christie, Carnegie Hall, New York
- 2008 koncert zhudebněných básní Maurice Maeterlincka, autor: Alexander von Zemlinsky, l'Orchestre philharmonique de Liège, Lutych
- 2009 evropské turné, role: Třetí dáma z Mozartovy opery Kouzelná flétna, dirigent: René Jacobs, Festival Aix-en-Provence, pařížský Salle Pleyel, Berlínská filharmonie
- 2012 koncert Les Nations galantes : un voyage dans l’Europe musicale baroque. Autour des Nations de François Couperin, soubor Les Ombres, Nef du Collège des Bernardins, Paříž[3]
- 2014 závěrečný koncert Grácie a majestát (6. srpna 2014) Letních slavností staré hudby, orchestr: Collegium Marianum, Španělský sál Pražského hradu[4]

### Nahrávky
- 2004 Plaisir d'amour, Le Poème Harmonique (CD ALPHA 513)
- 2008 Concours Reine Elisabeth de Chant 2008 (CD CMIREB)
- 2008 Firenze 1616, Le Poème Harmonique (CD ALPHA)
- 2008 Lully: Cadmus & Hermione, Le Poème Harmonique (DVD ALPHA701)
- 2010 Monteverdi & Marazzoli: Combattimenti! - Poème Harmonique, Le Poème Harmonique (CD ALPHA172)
- 2010 Mozart: Die Zauberflöte, dirigent: René Jacobs (CD Harmonia Mundi HMC 902068.70)
- 2011 Luis de Briceno: El Fenix de Paris, Le Poème Harmonique (CD ALPHA)
- 2011 Jardin Nocturne, skladatelé: Berlioz, Chausson, Fauré, Hahn, Halphen, Massenet a Poulenc, klavírní doprovod: Johanne Ralambondrainy (CD Aparté)
- 2011 Sébastien de Brossard: Oratorios et Léandro, La Rêveuse (CD Mirare MIR125)
- 2013 Bizet: Docteur Miracle (DVD)

## Ocenění
- 2006 první cena v soutěži lyrického sólového zpěvu Zonta Club 2006, Paříž
- 2007 Pěvecký talent roku v oblasti vážné hudby, ADAMI, Paříž
- 2008 druhá cena v Mezinárodní hudební soutěži belgické královny Elisabeth, Brusel
- 2010 vítěz v kategorii Pěvecký talent v oblasti lyrického zpěvu soutěže Victoires de la musique classique 2010